# Evaniscus marginatus
Evaniscus marginatus är en stekelart som först beskrevs av Cameron 1887.  Evaniscus marginatus ingår i släktet Evaniscus och familjen hungersteklar. Inga underarter finns listade i Catalogue of Life.